# بيير برتراند
بيير برتراند (بالفرنسية: Pierre Bertrand)‏ (و. 1280 – 1349 م) هو قس، وعالم عقيدة، من فرنسا، توفي عن عمر يناهز 69 عاماً.

## مناصب
تولى منصب أسقف.